# Otíñar
Otíñar es un despoblado perteneciente al municipio español de Jaén, en la provincia de Jaén. También es un paraje situado en la denominada Sierra Sur, situado a unos 13 km de la ciudad, y que alberga importantes restos históricos, como son principalmente una aldea medieval de origen árabe y posteriormente cristiana, la Otíñar propiamente dicha, y una colonia agrícola distante unos 2 km de la anterior, erigida en el siglo XIX, y que recibía el nombre de Santa Cristina, si bien también era conocida por el nombre de la población predecesora. Otíñar, desde 1826, se convirtió en una finca privada, hoy segregada en varias parcelas, por lo que fue nombrada frecuentemente antaño como Heredamiento de Otíñar o Hacienda Santa Cristina.
Los elementos patrimoniales diseminados a lo largo del señorío, se localizan en un ámbito geográficamente integrado, los Valles de Otíñar, siendo testimonios de la larga historia de este paisaje. En esta trayectoria temporal, pueden destacarse la cueva neolítica de los Corzos, los más de veinte abrigos con manifestaciones de arte rupestre, las canteras de sílex a ambos lados del curso medio del Quiebrajano, la muralla y el dolmen eneolíticos del Cerro Veleta, el sitio romano en la vega del río, el castillo y la aldea medieval, las ruinas de la fortaleza islámica del Cerro Calar, el vítor de Carlos III y la aldea de colonización de Santa Cristina.
La ocupación humana en los Valles de Otíñar arranca, en lo que conocemos, desde el Neolítico, cuya impronta temporal se extiende por el paisaje en espacios construidos (necrópolis dolménica, poblado eneolítico amurallado, fortaleza islámica, villa medieval cristiana con su castillo, aldea de colonización decimonónica, etc.), en ámbitos de explotación diversa (vegas agrícolas, recintos ganaderos, canteras de sílex, etc.) y en lugares marcados simbólicamente (estaciones rupestres con pictogramas y petroglifos o el vítor de Carlos III), todo ello enmarcado en un notable espacio natural señalado por este complejo paisaje cultural construido por la superposición de ocupaciones diversas a lo largo de 6.000 años.
Esta riqueza patrimonial es consecuencia de la larga explotación de la zona desde hace al menos 6.000 años. En este largo periodo de tiempo ha sido deforestada, cultivada, repoblada, quemada, desecada, perforada por minas y edificada. Cada acto ha dejado su impronta y a grandes rasgos puede leerse en ellos que no ha existido una continuidad en la ocupación aunque sí en el aprovechamiento, y por parte de grupos humanos nunca demasiado numerosos.
Conocemos asentamientos de época neolítica, de la Edad del Cobre, romanos, medievales, de época moderna y contemporánea, utilizando cada una de las poblaciones radicadas en el valle un lugar distinto de poblado de la anterior, exigiendo las bases económicas, las ideológicas y las coyunturas políticas, peculiaridades muy dispares para determinar su lugar de ubicación. Santa Cristina, la aldea del siglo XIX, se levanta en una suave loma ligeramente alejada del río pero dominándolo y con algunos cortijos a pie de huerta. La Otíñar medieval se ubicó en un cerro bien defendido con control directo sobre la vía de paso –camino viejo a Granada– y las vegas. El sitio romano estuvo situado en la misma vega, sin pretexto aparente por la defensa pero con un marcado control del cauce fluvial. La comunidad de la Edad del Cobre se asentó en el Cerro Veleta, con una gran visibilidad y dominio del paso preferente. La neolítica estuvo en una cueva, la de los Corzos, enriscada en las alturas de uno de los barrancos más recónditos de la sierra.

## Primeras evidencias de ocupación

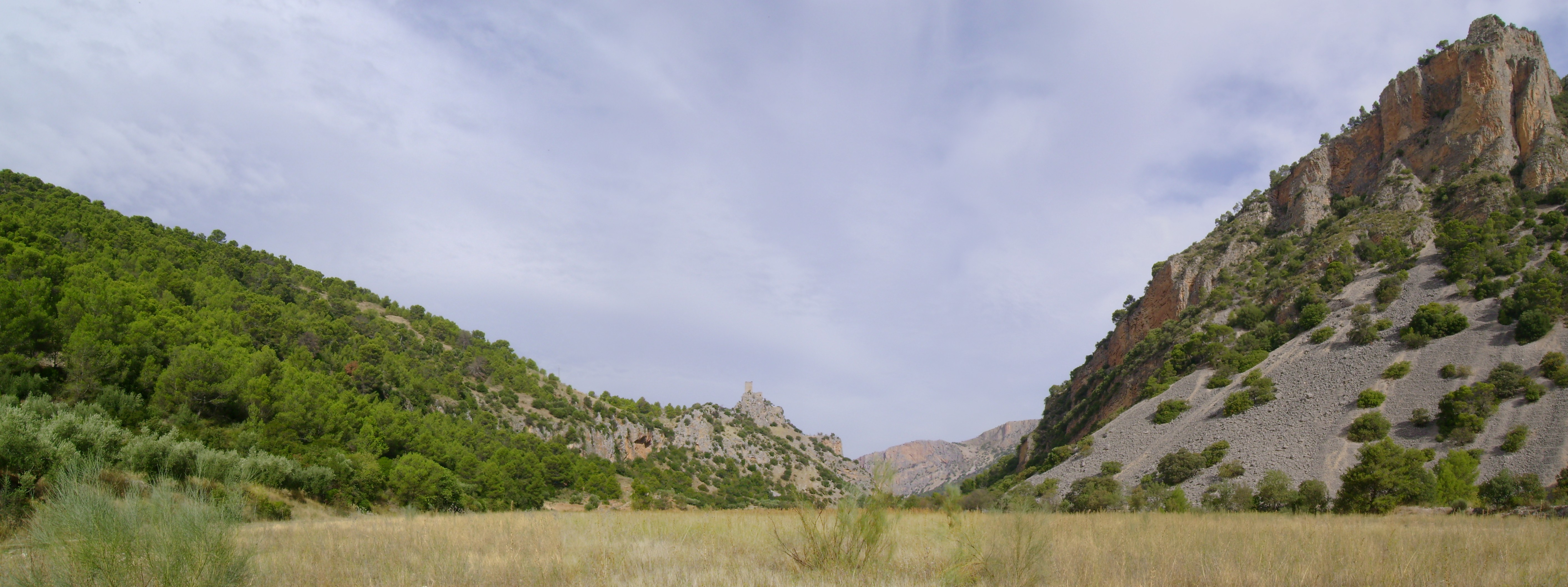
Valle del río Quiebrajano y castillo, desde el sur

Véase también: Arte rupestre de los valles de Otíñar
La ocupación humana de la zona puede remontarse a etapas tan antiguas como el Neolítico, existiendo importantes evidencias rupestres y materiales del Calcolítico, así como los restos romanos de la denominada villa del Laurel, situada en pleno valle del río Quiebrajano, si bien hasta el momento solo documentada a partir de material cerámico en superficie.
En etapa prehistórica el paisaje es controlado de muy diversas formas y por un largo periodo. Los dólmenes del Cerro Veleta se sitúan al frente de una muralla que controla el puerto de más fácil acceso al valle.
Por otro lado, los abrigos con manifestaciones rupestres, situados junto a las zonas de tránsito y de cierre de las visuales, constituyen hitos claves para avanzar en el conocimiento del territorio prehistórico. Las diferencias estilísticas que presentan podrían estar tratando de evidenciar momentos diferentes de ejecución y un interés distinto, pero sí queda claro que ofrecen una unidad de estudio en cuanto a su agrupación e importancia dentro de la Alta Andalucía. En este sentido, las estaciones rupestres de Otíñar deben ser puestas en relación con las de Navalcán en Noalejo, cuya continuidad sigue el curso del río Quiebrajano y del río Jaén con sus diversos afluentes, valles a los que están asociados otros abrigos como los de río Frío, Peñas de Castro y La Mella, ya próximos a la ciudad de Jaén, que establece la Sierra Sur como centro de un importante núcleo pictórico.
Un caso único lo constituye el Barranco de la Tinaja, que ofrece en sus diferentes estaciones las únicas representaciones de petroglifos que conocemos en la zona de Otíñar, si exceptuamos las cazoletas grabadas en cuevas como la de Los Herreros o La Cantera. Algunos de los motivos de El Toril se repiten en otros paneles del conjunto rupestre del Barranco de la Tinaja, como en los abrigos III y IV (círculos concéntricos), si bien es en esta cueva donde la treintena de figuras se presentan con una sorprendente insistencia, imagen favorecida por su grado de conservación. Su técnica y motivos convierten a este conjunto en excepcional dentro del contexto de la Alta Andalucía, apenas existiendo equivalentes, salvo casos aislados como la Cueva del Encajero en Quesada, donde sin embargo no se alcanza la magnitud de este abrigo de El Toril, el cual incita a buscar paralelos en los grabados gallegos y portugueses.
En referencia a las representaciones rupestres, es de destacar por último la aparición de una pintura parcialmente oculta por incrustaciones calcáreas y con forma de reticulado, encontrada en una de las canteras prehistóricas de sílex. De ser coetáneos ambos hechos nos ofrecerían una valiosa información sobre la economía de los ejecutores de estas representaciones. Sin embargo el abandono de la población está facilitando el vandalismo

## La aldea medieval

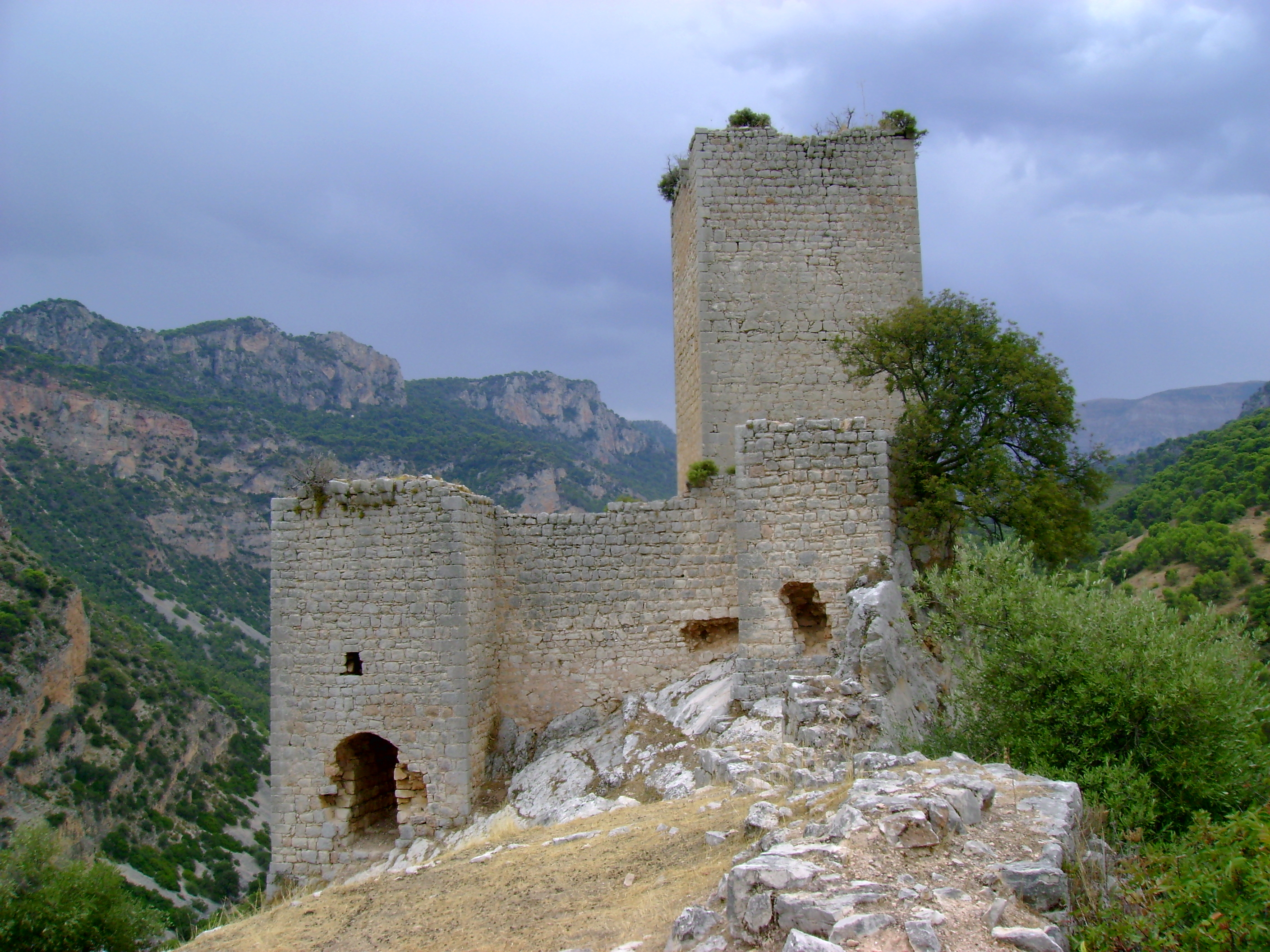
Entrada al castillo

Atorimar es el topónimo que recibía la primera aldea como tal, según el historiador Julio González, ya en época medieval. Consistía en un pequeño núcleo rural con ciertas fortificaciones, situado en el denominado Cerro del Cobarrón, una loma alargada de origen calizo y dispuesta sobre una falla y un plegamiento. La aldea controla visualmente el valle del río Quiebrajano, así como unos pasos serranos que comunicaban Jaén con Granada y que atravesaban el paraje conocido en la actualidad como Cañada de las Hazadillas y el Parrizoso. La economía de este pequeño núcleo radicaba en el cultivo de la estrecha pero fértil vega del Quiebrajano, así como de la explotación de los recursos del monte, ganadería, caza y madera principalmente.
Fernando III de Castilla llegó a arrasar el pequeño núcleo en sus correrías por la provincia de Jaén en 1228, consciente de su estratégica posición como puesto de control de la ruta hacia Granada. Tras la conquista de la ciudad de Jaén en 1246, la aldea se convirtió en un punto crucial para la vigilancia de la nueva zona fronteriza con el reino de Granada, motivo por el cual se inició la construcción de un pequeño castillo de frontera, comunicado visualmente mediante señales de humo y fogatas con otras fortificaciones cercanas a la ciudad, como la Torre Bermeja en las Peñas de Castro o el Cerro del Zumbel, hasta llegar así al castillo de Jaén. Las ordenanzas del Concejo jiennense de 1464 establecían la presencia de un alcaide, a la vez que destinaban 8.000 maravedíes (incrementados en 1000 más al año siguiente) para el mantenimiento de la dotación del castillo de Otíñar, en número no inferior a tres hombres, dos de los cuales debían permanecer dentro del recinto, mientras el tercero desarrollaba labores de enlace con la aldea, y de abastecimiento mediante la caza para el resto de la guarnición.
La importancia de la aldea decayó notablemente décadas antes de la conquista de Granada en 1492, debido a las continuas incursiones musulmanas en el territorio. Ello llevó a su abandono total y a la presencia de una pequeña guardia en el castillo Para tratar de recuperar económica y socialmente los antiguos espacios fronterizos, la reina Juana I de Castilla otorgó una Real Licencia el 17 de marzo de 1508 que fomentó la fundación de nuevas poblaciones para revitalizaran estas áreas de frontera, como Campillo de Arenas, Los Villares, Valdepeñas de Jaén o la propia Otíñar, si bien en este último caso los esfuerzos por recuperar esta fértil área fueron baldíos debido a los intereses ganaderos en la zona. Tras varios intentos frustrados por llevar adelante el programa de repoblamiento, el territorio se configuró como dehesa ganadera perteneciente a los propios del concejo, quien la arrendaba y contaba con un cortijo en la zona también arrendado.

### El Castillo de Otíñar
El castillo de Otíñar se encuentra enclavado en una loma que discurre de norte a sur, cuya entrada se realiza por la cara oeste del mismo. Se calcula que fue construido en la segunda mitad del siglo XIII, sobre algún tipo de fortificación árabe anterior. El castillo es de planta cuadrada, con una torre del homenaje por la que se accede al recinto interior, el cual se halla construido en mampostería, con bóvedas en ladrillo, mientras que el recinto exterior o alcazarejo es de sillería.
En 2020 el ayuntamiento de Jaén inmatriculó a su nombre el castillo de Otíñar y su aldea medieval anexa, como bienes de dominio público, aunque la propiedad de la finca del Castillo de Otíñar ha decidido emprender acciones legales.

## Santa Cristina

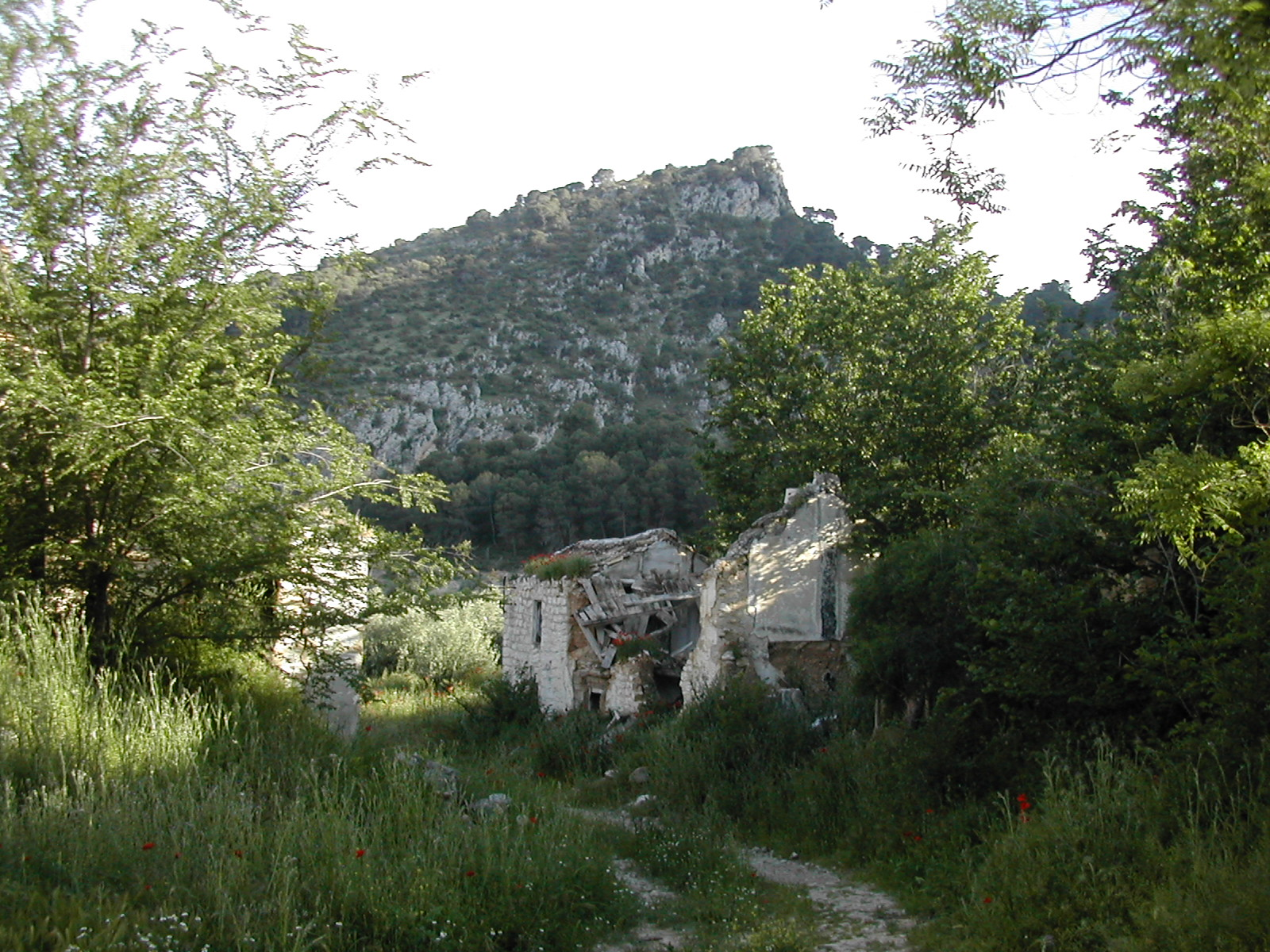
Estado actual de una de las calles de la aldea del XIX

Su fundación data de 1827 según Real Orden otorgada a Jacinto Cañada Rojo, que obtendría el título de primer Barón del entonces heredamiento de Otíñar y su nueva población Santa Cristina, aunque dicho título nunca gozó de sanción legal al no pagarse los derechos reales. Su origen está enmarcado en el cambio de las políticas colonizadoras que se hicieron a inicios del siglo XIX, a raíz de la revolución liberal, que permitían la fundación de nuevas poblaciones por iniciativa privada, siguiendo la estela de lo marcado en el fuero de las Nuevas Poblaciones de Sierra Morena y Andalucía. En el caso de Santa Cristina se siguió el modelo marcado por Francisco Sánchez Gadeo en la aldea de San Calixto (Hornachuelos). Hoy está despoblada tras desaparecer el sistema de pequeñas parcelas arrendadas vigente hasta los años setenta, como consecuencia de la crisis de la agricultura tradicional y la construcción de la presa del Quiebrajano. Llegó a contar con unas 20 casas de colonos organizadas en tres calles y una plaza, horno de pan, granja, escuela pública y templo parroquial, además de otra serie de viviendas dispersas por el territorio de la finca. 
La colonización de esta parte de la Sierra de Jaén ya se intentó en 1504 bajo los auspicios de la reina Juana, pero fracasó, aunque el Ayuntamiento mantuvo, al menos hasta 1627, el cargo de teniente de alcayde del castillo de Otíñar. La Baronía fue otorgada a Jacinto Cañada Rojo por Fernando VII entre 1826 y 1834 con la condición de edificar una villa para quince vecinos, aunque dicho título nunca tuvo vigencia legal al no pagarse los derechos reales del mismo.
La colonia surge como una explotación capitalista. Se formó por la unión de los cuartos del castillo de Otíñar y La Parrilla, pertenecientes al caudal de propios del Ayuntamiento de Jaén, que en los primeros años de la fundación mostró malestar alegando incumplimientos de las condiciones impuestas por la Corona especialmente en el pago de los plazos establecidos. Pagos que comenzaron tras venderse dichos cuartos a censo reservativo en 1827 a Jacinto Cañada, y que finalizaron en 1865, siendo redimido el censo formalmente en 1876, tras ser desamortizado éste por el Estado en 1856 con la desamoritzación de Madoz.
La población se construyó de nueva planta, estructurada en torno a una plaza donde se ubica la iglesia y la casa de los señores, de la que parten dos calles empedradas, que componía la morfología urbana del caserío. Completaba el asentamiento un conjunto de cortijos y chozas dispersos en las vegas del Quiebrajano que, junto a las manchas de secano distribuidas por el sector norte del heredamiento, constituyeron la base económica de los pobladores. Pobladores o colonos que en inicio llegaron desde Los Villares, Valdepeñas de Jaén y la ciudad de Jaén, aunque a mediados del siglo XIX llegaron de otras zonas de la sierra de Almería, Granada y Sierra Mágina (Jaén), así como de los arrendatarios.
A principios del siglo XX, la finca sufrió el primer proceso de segregación a causa del reparto de herencias en la familia propietaria. Así la parte Norte de la finca, correspondiente a gran parte del antiguo cuarto de la Parrilla, quedó en propiedad de la familia Berges Martínez (entre sus miembros el conocido arquitecto giennense Luis Berges Martínez), mientras que el resto de la finca quedó en manos de la familia Martínez Nieto.
Desde ese momento y hasta la Guerra Civil, la población prospera y llega a contar con 300 habitantes dedicados casi en su totalidad a la agricultura, con un fuerte complemento ganadero, impulsado principalmente por el militar José Rodríguez de Cueto, hijo político del que fuera propietario Rafael Martínez Nieto. A principios del siglo XX la colonia se urbaniza y el Estado construye la carretera de acceso, luego traspasada a la Diputación Provincial. Santa Cristina se despuebla por completo a principios de los años setenta, como consecuencia de la crisis de la agricultura y ganadería tradicionales, quedando como una hacienda dedicada a la explotación del olivar, la cría de ganado vacuno y ovino, y el complemento de la actividad cinegética.

## Vítor de Carlos III

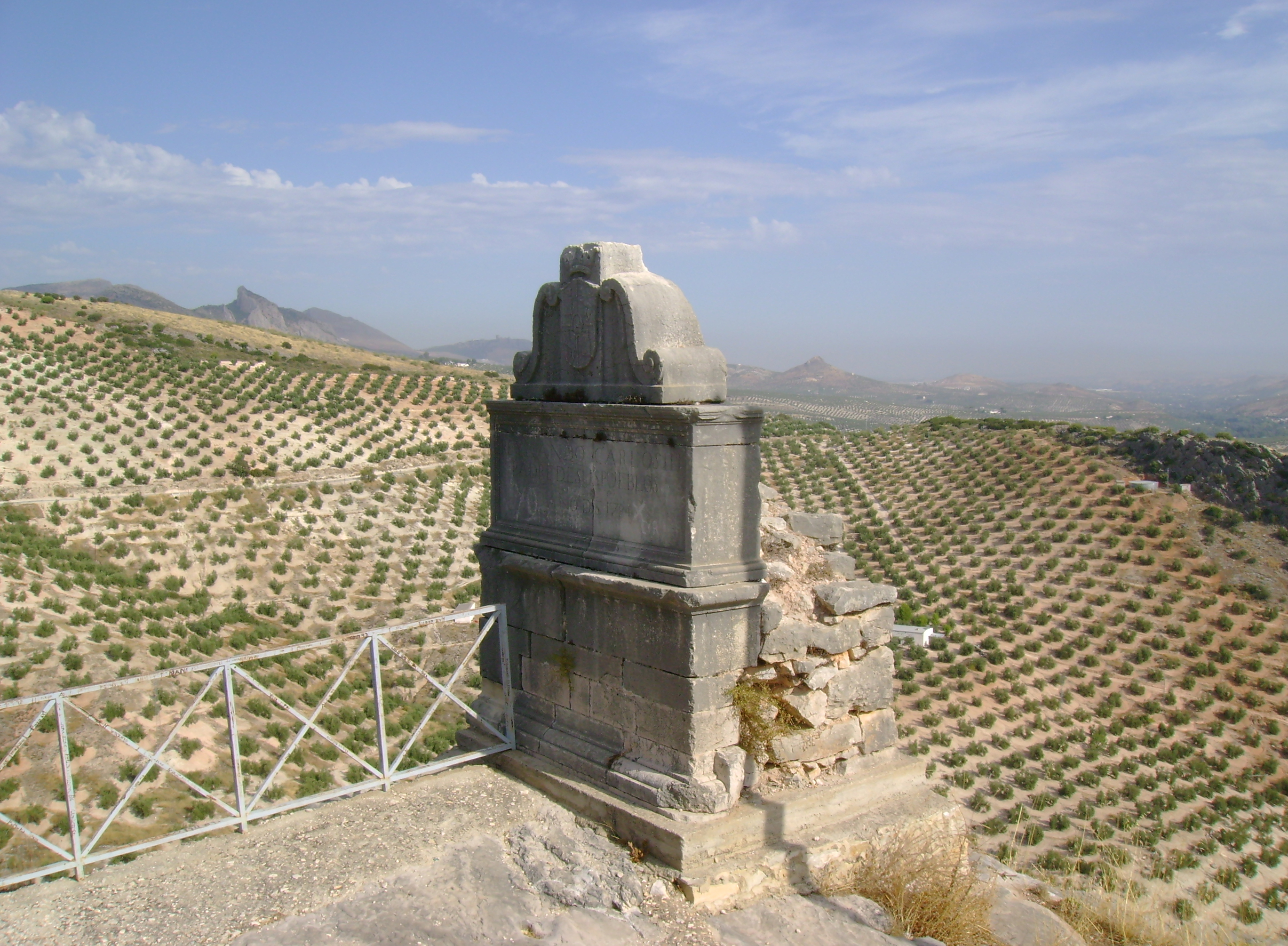
Mirador del Vítor de Carlos III

Se erige en 1784, dentro de la política de mejora de las infraestructuras públicas de Carlos III, como conmemoración de la reforma y acondicionamiento del paso de la Escaleruela que conduce a la sierra de Otíñar desde Jaén, para facilitar el paso a arrieros y trabajadores que suministraban de madera y carbón a la ciudad de Jaén. La base es de sillares calizos, y la estructura se remata con el escudo real abreviado entre volutas. Posee una cartela con la inscripción:
«REYNANDO CARLOS III / PADRE DE SUS PUEBLOS / AÑO DE 1784»
El Vítor preside en la actualidad un mirador. En sus cercanías, al otro lado de la carretera, existe una zona habilitada por la Hacienda Santa Cristina y la Junta de Andalucía para aparcamiento.